# Svatý rok 1850

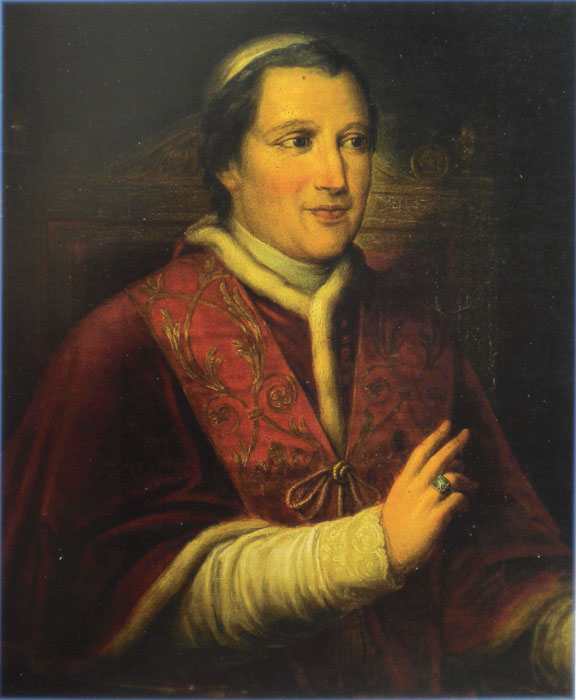
Papež Pius IX. za jehož pontifikátu se plánovaný Svatý rok 1850 nekonal

Jubilejní Svatý rok 1850, který měl navázat na předchozí řadu Svatých roků, se nekonal. V den, kdy měl být vyhlášen, papež Pius IX. žil jako vyhnanec v přímořském městě Gaeta na jižním okraji papežského státu. Utekl se tam po atentátu na svého ministra Pellegrina Rossiho, k němuž došlo v listopadu 1848 na samých schodech římského parlamentu. Římská lůza se obořila na kardinály, začala drancovat kláštery a ohrožovala i palác na Quirinale, kde tehdy papež sídlil. Piu IX. nezbylo než v přestrojení za prostého kněze s černými brýlemi utéci z města.

## Situace v roce 1850
Teprve když se s pomocí francouzských vojsk – která ještě před půl stoletím během Svatého roku 1800 jednala s jeho předchůdcem Piem VI. poněkud jinak – podařilo po krátkém údobí anarchistické Římské republiky obnovit v městě pořádek, Pius IX. se 12. dubna 1850 do Říma vrátil. Netroufal si však dodatečně vyhlásit Svatý rok a zvát do Říma, který mu připravil tak chladné přijetí a kde žil v neustálém nebezpečí nové revoluce, poutníky z celého světa. Svaté brány zůstaly zazděny, ale poutníkům, kteří do Říma přece jen přišli, udělil obvyklé jubilejní odpustky. Ty také poskytl ve stanovených termínech jednotlivě různým diecézím. V Praze se například konala kající jubilejní procesí mezi 21. červnem a 20. červencem. Praha však dosud neměla arcibiskupa, neboť kardinál Bedřich Schwarzenberg, do té doby arcibiskup salcburský, přeložený do Prahy 30. dubna, byl v Praze nastolen až 15. srpna.

## MimořádnéSvaté roky1854, 1858, 1867 a 1869
Pius IX. po svém návratu do Říma oslavil několik jubileí včetně 300. výročí Tridentského koncilu (1545–1563). Proběhly také čtyři mimořádné Svaté roky. První byl mimořádný Svatý rok 1854 při němž vyhlásil slavnostně za článek víry Neposkvrněné početí Panny Marie. Další mimořádný Svatý rok se konal v roce 1858 a třetím mimořádným Svatým rokem bylo výročí mučednické smrti apoštola Petra a apoštola Pavla 29. června 1867, které oslavil za účasti 512 biskupů, 20 000 kněží a 140 000 laiků v Římě. Poslední, jeho čtvrtým mimořádný rok, se konal v roce 1869. V roce 1870 se sešel První vatikánský koncil, na němž vyhlásil za článek víry papežská neomylnost v otázkách týkajících se víry a mravů, avšak k druhému sezení tohoto sněmu už nedošlo. V roce 1871 bylo uspořádáno velké shromáždění k 25. výročí jeho pontifikátu. Ačkoli italská vláda v roce 1870 zakázala mnoho lidových poutí, věřící z Boloně zorganizovali v roce 1873 celonárodní „duchovní pouť“ k papeži a hrobům apoštolů. V roce 1875 vyhlásil Pius Svatý rok, který se slavil po celém katolickém světě. Při příležitosti 50. výročí jeho biskupského svěcení se od 30. dubna 1877 do 15. června 1877 sjížděli za stařičkým pontifikem lidé ze všech koutů světa. Byl trochu plachý, ale oceňoval iniciativu v církvi a vytvořil několik nových titulů, odměn a řádů, aby povýšil ty, kteří si podle jeho názoru zasloužili zásluhy.

## Zánik papežského státu
Hlavní článek: Risorgimento
Přes všechno úsilí mimořádných Svatých roků po dvacet let od roku 1750 papež úzkostně pozoroval, jak se piemontská vojska ve službách savojské monarchie zmocňovala násilím ve jménu sjednocení Itálie (Risorgimento) kus po kuse papežského státu, až se nakonec octla před samými branami Říma.
Francouzské vojenské síly, chránící papežovu bezpečnost, byly už dávno předtím staženy a ne dostatečně vycvičené obranné jednotky, vytvořené narychlo většinou z mladých katolických dobrovolníků z evropských zemí, nebyly s to nápor zastavit. Pius IX., byl muž vynikající upřímnou osobní zbožností, ale politicky nezkušený, V oné situaci by však nebyl uspěl, ani kdyby byl býval obklopen sebeschopnějšími poradci, 20. září 1870 se na jeho příkaz Řím vzdal na milost a nemilost piemontským dobyvatelům, představujícím v očích tehdejších zmanipulovaných Italů ideál liberálně pojímaného vlastenectví. Podle úmluvy měli nazítří papežští dobrovolníci vítězům odevzdat své zbraně a rozejít se do svých zemí. Přenocovali tedy v kolonádách a na prostranství před bazilikou svatého Petra. Když časně zrána byli nastoupeni na náměstí, kdosi zpozoroval papeže za záclonou okna vatikánského paláce. Rázem zazněl naposled v dějinách uprostřed Berniniho kolonád bouřlivý výkřik: „Ať žije Pius IX., papež a král!“ Pius IX. se tedy objevil v okně, do výše zdviženou pravicí na rozloučenou klečícím mladíkům požehnal. Pak propukl v pláč.
Tak po více než tisíci letech zmizel papežský stát, dobudovaný už karolinskými císaři, který od nejstarších dob býval nazýván „vlastnictvím svatého Petra“. Zajásali liberálně a protikatolicky naladění duchové v domnění, že jeho zlikvidováním navždy zmizí z povrchu zemského i jeho jimi tak nenáviděný představitel – papež – a s ním ovšem i katolická církev. Toho se obávali však i sami katolíci, kteří se příliš opírali o tuto tisíciletou minulost. Dovedli-li si těžko v pátém století muži tak svatí a vzdělaní jako svatý Augustin, Jeroným, ale též Řehoř Veliký představit, jak církev uprostřed pohanských barbarů přežije pád Západořímské říše, s níž byla úzce spojena, tím spíše v devatenáctém století i někteří katolíci jako by zcela zapomněli slov Kristových, že jeho „království není z tohoto světa“ a že jeho „církev nepřemohou pekelné brány“. Jejich psychologické rozpoložení je ovšem i dnes pochopitelné. Bronzová brána vedoucí do vatikánských budov zůstala uzavřena a piemontská vojska na toto území nikdy nevkročila. Tím však nebyl pro nový, dosud neuspořádaný stát vyřešen problém, jak se zachovat k duchovní hlavě tolika miliónů katolíků v celém světě, kteří právě v kritických okamžicích projevovali své sympatie k „vatikánskému vězni“, jak papeže nazývali, a nebyli poddaní italského krále.
Proto byl v italském parlamentě už 9. prosince 1870, necelé tři měsíce po zániku papežského státu, podán návrh zákona „k zaručení nezávislosti papeže a svobody vykonávání duchovní moci Svatého stolce“ a k „zajištění jeho nezávislosti, svobody a veřejných projevů svrchovanosti výhradně duchovní“; Pius IX. odmítal tento kompromisní návrh, který se stal 13. května následujícího roku zákonem. Jím se uznával zánik papežského státu, vyhlašovala svrchovanost nad celým italským poloostrovem a vším obyvatelstvem a poskytovaly jednomu občanu, papeži, knížecí pocty, vysoký roční důchod, ne však tolikrát slibovaná svoboda církve, neboť všechna jeho rozhodnutí měla být podrobena státní kontrole, jeho jmenování do církevních úřadů schvalována italským státem a řády a řehole nedosáhly státního uznání. Papeži navíc bylo dáno do užívání vatikánské a lateránské území a palác v Castel Gandolfo.

## Epilog
Viz též: Kulturkampf
Zmiňovaný zákon se stal jednostranným rozhodnutím v roce 1878 italským konstitučním zákonem. Od počátku Pius IX. vyjadřoval, jak mohl, svůj nesouhlas. Do roku 1872 vyměnil několik dopisů i s italským králem Viktorem Emanuelem, ale viděl jasně, co by znamenalo, i přes dobrou vůli krále, stát se jeho poddaným, a vydat se tak na milost státu, zvláště když budoucnost byla velmi nejistá a právě v té době si zednářské a levicově orientované živly nedaly ujít žádnou příležitost k rozdmychávání divoké a nenávistné kampaně nejen proti Piu IX., ale proti duchovním a katolické církvi vůbec. Proto Pius IX. odmítl 15. května 1878 encyklikou Ubi nos i vysoké odškodnění, jež Svatému stolci italský stát nabídl.
Piu IX. často vyčítali neústupnost. Jeho vlastní slova už v roce 1871, tedy krátce po zániku papežského státu, projevují jasně jeho realismus. Pravil tehdy hraběti d'Harcourtovi: „Nic víc nežádám než nepatrný kus území, který by mi patřil. I kdyby mi nabízeli navrácení mých území, odmítl bych. Dokud však nebudu mít malý kousek země, nebudu moci plně vykonávat své duchovní poslání.“ Druhá světová válka dala za pravdu tomuto pojetí papeže, který nikdy nebyl velikým politikem.
V jiných zemích nebylo postavení katolíků lepší.

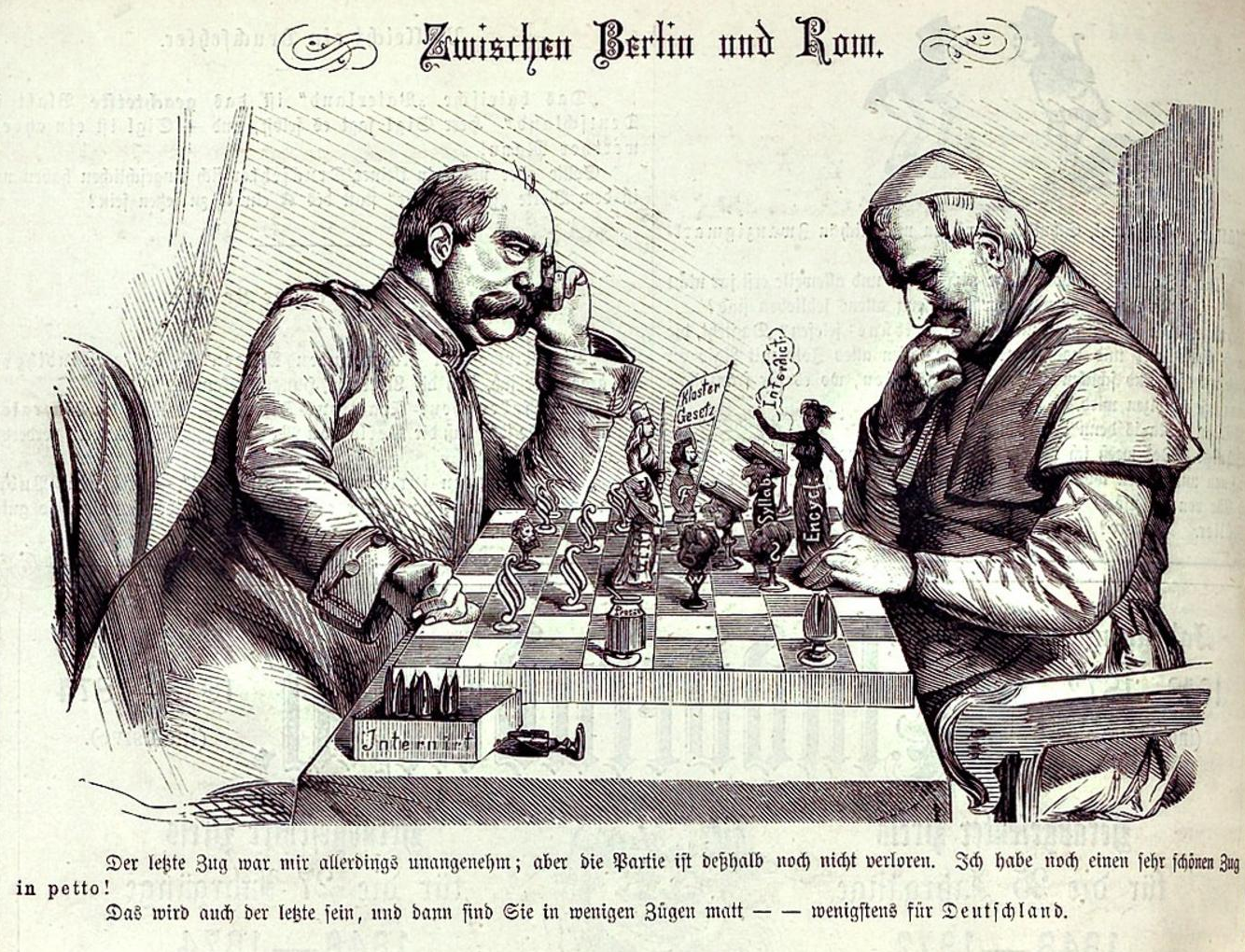
„Mezi Berlínem a Římem, Bismarck vlevo, papež vpravo. Z německého satirického časopisu Kladderadatsch, 1875. (Papež:) „Poslední tah mi nebyl příjemný, ale proto ještě není tahle partie ztracena. Ještě mám velmi pěkný tah v záloze.“ (Bismarck:) „Ten bude také poslední a pak dostanete mat v několika tazích. Přinejmenším v Německu.“

Dogma o neomylnosti papežské dodalo protikatolickým proudům v Prusku záminku podporovat rozdělení mezi katolíky na ty, kteří dogma přijali, a na ty, kteří dogma nepřijali a byli nazýváni starokatolíci. Sám pruský kancléř Bismarck byl přesvědčený luterán a nesouhlasil s radikálními liberály, nicméně ale katolíky v německém luterském státě považoval za své nepřátele. Skutečným vykonavatelem protikatolického boje byl však od roku 1872 nový ministr pro kulty Vojtěch Falk, strnulý teoretik, který se snažil uplatnit neomezenou státní moc i na poli církevní správy. Bez ohledu na předešlé úmluvy pruského státu se Svatým stolcem zahájil boj proti katolíkům, který vešel do dějin pod názvem „kulturní boj“.
Už 16. prosince 1871 bylo pohroženo kazatelům kritizujícím postup vlády vězením, a uplatňováním státní kontroly nad školami v roce 1872 bylo postiženo 900 škol a ústavů spravovaných řeholníky, jimž bylo zakázáno vyučovat. Pruští biskupové byli po vyhlášení neomylnosti papežské označeni za agenty cizího hierarchického systému a za nepřátele vlasti; roku 1873 jim bylo zakázáno bez předchozího státního souhlasu jmenovat jakékoliv církevní činitele a studenti teologie byli povinni tři léta studovat na státních vysokých školách.
Němečtí katolíci se obdivuhodně bránili a získali si v katolickém světě sympatie, takže i cizí vlády zasahovaly u pruské vlády, ale bezvýsledně. V roce 1874 byly zákony ještě přiostřeny a jiné liberální státy začaly proti katolíkům užívat obdobných vzorů.

#### Studie a články
- Anni Santi (Gli). Torino: [s.n.], 1934. (italsky)
- BARGELLINI, Piero. L'Anno Santo nella storia, nella letteratura e nell’ arte. Florencie: [s.n.], [1974]. 318 s. (italsky)
- CASTELLI, Giulio. Gli Anni Santi. Il grande perdono. Rocca S. Casciano: [s.n.], 1949. (italsky)
- CECCHETTI, I. The Sublime City. Washington – Řím: Frediani G, 1950. (anglicky)
- CECCHETTI, I. Roma nobilis. L’idea, la missione, le memoria. Il destino di Roma. Řím: Cechetti I., 1950. (italsky)
- Storia e typografia dell’ Anno Santo. Vatikán: Comitato centrale per l’Anno Santo, 1974. (italsky)
- DE BLASI, Jolanda. Giubileo. Racconto di sei secoli e mezzo (1300–1950). Florencie: Del Turco Ed., 1950. 624 s. (italsky)
- DI MEGLIO, S. Breve storia dell’Anno Santo. Siena: [s.n.], 1973. (italsky)
- DUMEIGE, G. L’accueil de Rome aux pelegrins du Jubilé de 1575 (přednáška v Centre d’Études saint Louis de France, 10. prosince 1974). [s.l.]: [s.n.] (francouzsky)
- DVPRÉ THESEIDER, E. Roma dal Comune del popolo alla Signoria pontificia (1252–1377). [s.l.]: [s.n.], 1952. (italsky)
- FRUGONI, A. La devozione dei Bianchi del 1399. In:  L’attesa dell’età nuova nella spiritualità della fine del medio evo. [s.l.]: Todi, 1962. S. 232–248. (italsky)
- GALUZZI, A. Gli Anni Santi nell’età moderna, v: Schede di storia della Chiesa nell’età moderna. Řím: [s.n.], 1994–19952. S. 265–324. (italsky)
- GORDINI, G. D. Storie dei pellegrini, di briganti e di anni santi, (Chiesa sotto inchiesta, 3). Torino: [s.n.], [1974]. (italsky)
- MARONI LOMBROSO, M; MARTINI, A. Le confraternite romane nelle loro Chiese. Řím: [s.n.], 1963. (italsky)
- MARTIRE, E. Santi e Birboni. Luci ed ombre nella storia dei giubilei. Milano: [s.n.], 1950. (italsky)
- MELIS, F. Movimenti di popoli e motivi economici nel giubileo del 1400; v: Miscellanea Gilles Gerard Meerseman, I,. Padova: [s.n.], 1970. S. 343–367. (italsky)
- Mostra documentaria degli Anni Santi (1300–1975). Vatikán: [s.n.], 1975. (italsky)
- PASTOR, L., von. Storia dei papi dalla fine del medio evo ..., 20 sv.. 1950–1963 (fototypické vyd. 1971). vyd. Řím: [s.n.] (italsky)
- POLC, Jaroslav Václav. De origine festi Visitazione. Řím: (Coronas Lateranensis, 9A), 1967. (italsky)
- POLC, Jaroslav Václav. La festa della Visitazione e il Giubileo del 1390. Rivista di storia della Chiesa in Italia 29. 1975, s. 149–172. (italsky)
- SCHMIDT, H. Bullarium Anni Sancti. Řím: [s.n.], 1949. (latinsky)
- SECRET, F. Le „Tractatus de anno Jubilaei de Lazaro da Viterbo. Grégoire XIII e la Kabbale chrétiénne, Rinascimento“, serie II., 6. 1966, s. 305–333. (italsky)
- Storia e topografia dell’Anno Santo. Vatikán: Comitato centrale per l’Anno Santo, 1974. (italsky)

#### Periodika
- Acta Sanctae Sedis (–1904). Acta Apostolicae Sedis. (–1904). (latinsky)
- Anno Santo, Řím. 1973–1975. (italsky)
- Civiltà Cattolica (La), Řím (italsky)
- Jubilaeum. Ephemerides Anni Sancti, Città del Vaticano. [1974/1975].
- Nový život, Řím
- L'Osservatore Romano, Città del Vaticano (italsky)